# 센간엔역
센간엔역(仙巌園駅)는 가고시마현 가고시마시에 있는 규슈 여객 철도(JR 규슈) 닛포 본선의 역이다.

## 역사
- 2025년 3월 15일 개업

## 역 구조
단식홈 1면 1선이며, 4량 편성까지 대응한다. 국도 10호선의 정체 방지를 위해 건널목 차단 시간을 단축하는 관계로 오전 7시부터 오전 9시까지 하행 일반열차 4편성이 이 역을 통과한다.

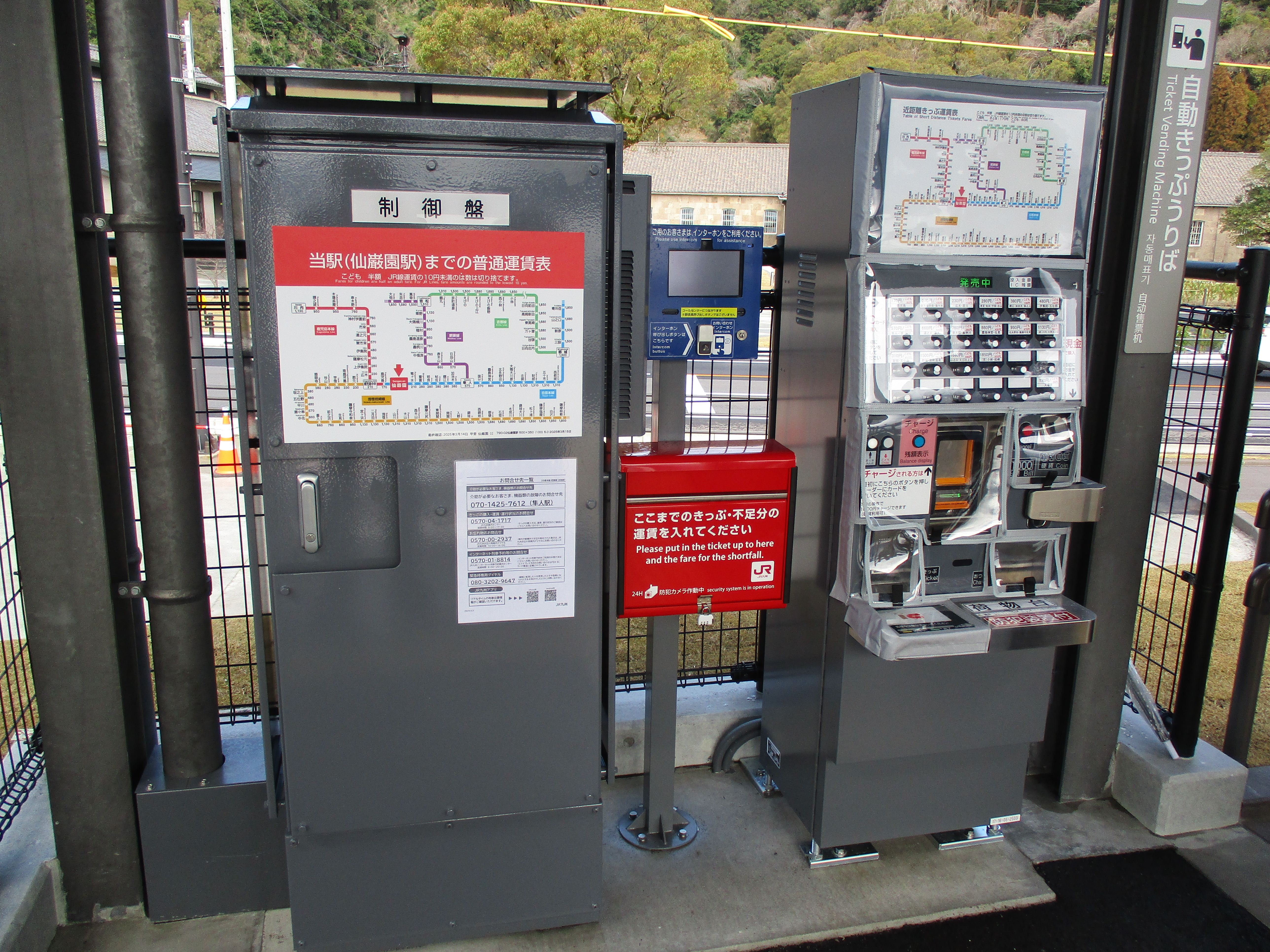
발매기
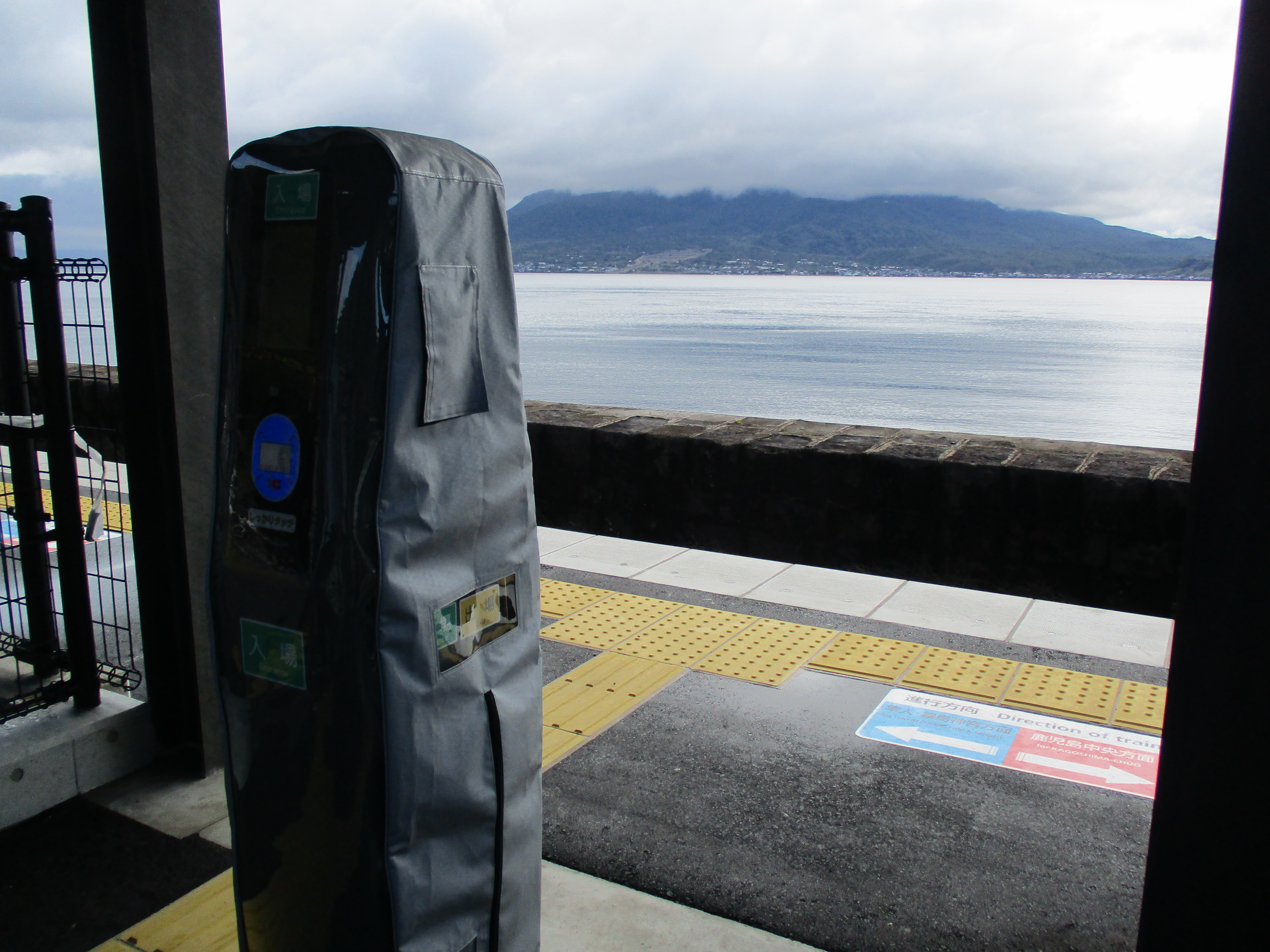
개찰구

## 버스 노선
역 건설 부지가 기존 센간엔 앞 정류장에 접해 있었기 때문에 이를 수용하는 형태로 역 앞에 버스 정류장을 병설하고, 지금까지 이 정류장을 오가던 가고시마교통, 난코쿠교통의 노선버스가 그대로 계속 정차한다. 단, 가고시마시 교통국에서 운행하는 시티뷰 버스는 이 정류장에는 정차하지 않고, 센겐엔 정문 앞에 전용 정류장을 마련하고 있다.

## 역 주변
- 국도 제10호선

## 인접 정차역
| 닛포 본선            | 닛포 본선   | 닛포 본선                  |
| -------------------- | ----------- | -------------------------- |
| 류가미즈 고쿠라 방면 | ■ 닛포 본선 | 가고시마 가고시마추오 방면 |